# Seznam českých příjmení, D
Toto je seznam českých příjmení začínajících na písmeno D. Seznam zatím zahrnuje pouze příjmení s více než 200 mužskými nositeli.
| Příjmení    | Počet  | Přechýleně     | Počet  | ORP s největší hustotou |
| ----------- | ------ | -------------- | ------ | ----------------------- |
| Dvořák      | 22 241 | Dvořáková      | 23 115 | Pacov                   |
| Doležal     | 8 790  | Doležalová     | 9 082  | Velké Meziříčí          |
| Dostál      | 6 315  | Dostálová      | 6 465  | Konice                  |
| Dušek       | 5 242  | Dušková        | 5 490  | Lanškroun               |
| Dušek       | 5 242  | Dušeková       | 7      | Lanškroun               |
| Daněk       | 3 398  | Daňková        | 3 719  | Šlapanice               |
| Daněk       | 3 398  | Daněková       | 1      | Šlapanice               |
| Dvořáček    | 3 255  | Dvořáčková     | 3 285  | Boskovice               |
| David       | 3 075  | Davidová       | 3 102  | Humpolec                |
| Dohnal      | 2 840  | Dohnalová      | 2 874  | Lipník nad Bečvou       |
| Dlouhý      | 2 787  | Dlouhá         | 3 004  | Semily                  |
| Dufek       | 2 423  | Dufková        | 2 756  | Náměšť nad Oslavou      |
| Dufek       | 2 423  | Dufeková       | 1      | Náměšť nad Oslavou      |
| Duda        | 2 362  | Dudová         | 2 349  | Kravaře                 |
| Doležel     | 2 277  | Doleželová     | 2 362  | Holešov                 |
| Diviš       | 2 255  | Divišová       | 2 273  | Šumperk                 |
| Dolejší     | 2 184  | –              | –      | Milevsko                |
| Drábek      | 2 024  | Drábková       | 2 031  | Nový Bydžov             |
| Drábek      | 2 024  | Drábeková      | 5      | Nový Bydžov             |
| Dobeš       | 1 924  | Dobešová       | 2 016  | Kyjov                   |
| Demeter     | 1 753  | Demeterová     | 1 622  | Rumburk                 |
| Dočkal      | 1 636  | Dočkalová      | 1 680  | Přerov                  |
| Daniel      | 1 611  | Danielová      | 1 547  | Mikulov                 |
| Doubek      | 1 609  | Doubková       | 1 619  | Milevsko                |
| Doubek      | 1 609  | Doubeková      | 4      | Milevsko                |
| Dolejš      | 1 421  | Dolejšová      | 1 465  | Pacov                   |
| Dubský      | 1 418  | Dubská         | 1 359  | Železný Brod            |
| Dudek       | 1 363  | Dudková        | 1 504  | Hlučín                  |
| Dudek       | 1 363  | Dudeková       | 14     | Hlučín                  |
| Dobiáš      | 1 243  | Dobiášová      | 1 289  | Frenštát pod Radhoštěm  |
| Dočekal     | 1 221  | Dočekalová     | 1 275  | Žďár nad Sázavou        |
| Dvorský     | 1 204  | Dvorská        | 1 260  | Šternberk               |
| Dobrovolný  | 1 116  | Dobrovolná     | 1 157  | Náměšť nad Oslavou      |
| Dokoupil    | 1 087  | Dokoupilová    | 1 139  | Boskovice               |
| Doubrava    | 975    | Doubravová     | 1 025  | Sedlčany                |
| Drozd       | 964    | Drozdová       | 1 196  | Frenštát pod Radhoštěm  |
| Dunka       | 948    | Dunková        | 971    | Bílina                  |
| Duchoň      | 864    | Duchoňová      | 888    | Židlochovice            |
| Dědek       | 850    | Dědková        | 834    | Turnov                  |
| Daniš       | 798    | Danišová       | 749    | Jičín                   |
| Doleček     | 792    | Dolečková      | 798    | Žamberk                 |
| Doskočil    | 786    | Doskočilová    | 767    | Telč                    |
| Dittrich    | 760    | Dittrichová    | 772    | Polička                 |
| Douša       | 742    | Doušová        | 745    | Lovosice                |
| Drápal      | 672    | Drápalová      | 778    | Ivančice                |
| Duna        | 666    | Dunová         | 634    | Ústí nad Labem          |
| Drahoš      | 646    | Drahošová      | 685    | Hlinsko                 |
| Danko       | 641    | Danková        | 607    | Varnsdorf               |
| Drobný      | 640    | Drobná         | 663    | Nový Bydžov             |
| Dragoun     | 634    | Dragounová     | 707    | Dobříš                  |
| Duchek      | 623    | Duchková       | 637    | Přeštice                |
| Dostálek    | 620    | Dostálková     | 631    | Králíky                 |
| Dolák       | 615    | Doláková       | 610    | Bystřice pod Hostýnem   |
| Dolanský    | 610    | Dolanská       | 665    | Vizovice                |
| Dědič       | 579    | Dědičová       | 565    | Týn nad Vltavou         |
| Davídek     | 575    | Davídková      | 646    | Blovice                 |
| Donát       | 534    | Donátová       | 528    | Železný Brod            |
| Drbohlav    | 532    | Drbohlavová    | 562    | Jičín                   |
| Dobrý       | 525    | Dobrá          | 572    | Nýřany                  |
| Douda       | 525    | Doudová        | 541    | Tábor                   |
| Drda        | 522    | Drdová         | 487    | Rožnov pod Radhoštěm    |
| Došek       | 506    | Došková        | 491    | Roudnice nad Labem      |
| Dopita      | 504    | Dopitová       | 574    | Hlinsko                 |
| Daňhel      | 493    | Daňhelová      | 468    | Moravské Budějovice     |
| Ducháček    | 490    | Ducháčková     | 537    | Svitavy                 |
| Dub         | 477    | Dubová         | 1 184  | Horažďovice             |
| Denk        | 473    | Denková        | 547    | Klatovy                 |
| Duba        | 471    | Dubová         | 1 184  | Jihlava                 |
| Dráb        | 452    | Drábová        | 458    | Blatná                  |
| Dohnálek    | 444    | Dohnálková     | 410    | Hodonín                 |
| Drbal       | 430    | Drbalová       | 439    | Pacov                   |
| Doseděl     | 427    | Dosedělová     | 394    | Konice                  |
| Danihel     | 419    | Danihelová     | 389    | Vodňany                 |
| Dosoudil    | 405    | Dosoudilová    | 403    | Olomouc                 |
| Drlík       | 400    | Drlíková       | 417    | Mohelnice               |
| Dzurko      | 393    | Dzurková       | 370    | Děčín                   |
| Dluhoš      | 391    | Dluhošová      | 386    | Bílovec                 |
| Danda       | 383    | Dandová        | 410    | Slaný                   |
| Drápela     | 382    | Drápelová      | 396    | Velké Meziříčí          |
| Demel       | 382    | Demlová        | 365    | Bílovec                 |
| Demel       | 382    | Demelová       | 227    | Bílovec                 |
| Dítě        | 379    | Dítětová       | 359    | Žďár nad Sázavou        |
| Dítě        | 379    | Díťová         | 2      | Žďár nad Sázavou        |
| Duben       | 376    | Dubnová        | 348    | Havlíčkův Brod          |
| Duben       | 376    | Dubenová       | 15     | Havlíčkův Brod          |
| Daníček     | 374    | Daníčková      | 359    | Železný Brod            |
| Daníček     | 374    | Daníčeková     | 1      | Železný Brod            |
| Dejmek      | 366    | Dejmková       | 352    | Prachatice              |
| Dejmek      | 366    | Dejmeková      | 2      | Prachatice              |
| Diblík      | 363    | Diblíková      | 365    | Ústí nad Orlicí         |
| Dedek       | 362    | Dedková        | 363    | Ostrava                 |
| Dedek       | 362    | Dedeková       | 2      | Ostrava                 |
| Drahoňovský | 361    | Drahoňovská    | 370    | Turnov                  |
| Dirda       | 356    | Dirdová        | 389    | Jeseník                 |
| Dokulil     | 353    | Dokulilová     | 376    | Třebíč                  |
| Dytrych     | 348    | Dytrychová     | 357    | Nová Paka               |
| Daňo        | 344    | Daňová         | 514    | Most                    |
| Dorňák      | 344    | Dorňáková      | 346    | Valašské Klobouky       |
| Dřímal      | 344    | Dřímalová      | 322    | Kroměříž                |
| Dlask       | 343    | Dlasková       | 358    | Mladá Boleslav          |
| Drahokoupil | 335    | Drahokoupilová | 339    | Nový Bydžov             |
| Drexler     | 331    | Drexlerová     | 335    | Louny                   |
| Drtina      | 325    | Drtinová       | 374    | Tábor                   |
| Drapák      | 324    | Drapáková      | 321    | Aš                      |
| Dorazil     | 315    | Dorazilová     | 325    | Nový Jičín              |
| Dubec       | 306    | Dubcová        | 320    | Odry                    |
| Dubec       | 306    | Dubecová       | 12     | Odry                    |
| Doucha      | 303    | Douchová       | 303    | Kaplice                 |
| Ducháč      | 301    | Ducháčová      | 290    | Náchod                  |
| Doubravský  | 300    | Doubravská     | 332    | Lipník nad Bečvou       |
| Dašek       | 293    | Dašková        | 342    | Přelouč                 |
| Dalecký     | 292    | Dalecká        | 285    | Hlinsko                 |
| Dušánek     | 288    | Dušánková      | 283    | Dobruška                |
| Drahota     | 285    | Drahotová      | 319    | Kutná Hora              |
| Dupal       | 268    | Dupalová       | 306    | Týn nad Vltavou         |
| Dolenský    | 266    | Dolenská       | 314    | Semily                  |
| Duffek      | 256    | Duffková       | 234    | Domažlice               |
| Duffek      | 256    | Duffeková      | 2      | Domažlice               |
| Divíšek     | 255    | Divíšková      | 264    | Rychnov nad Kněžnou     |
| Dufka       | 253    | Dufková        | 2 756  | Uherské Hradiště        |
| Damborský   | 253    | Damborská      | 273    | Břeclav                 |
| Dostal      | 252    | Dostalová      | 243    | Karviná                 |
| Dresler     | 243    | Dreslerová     | 268    | Bílovec                 |
| Duchoslav   | 243    | Duchoslavová   | 243    | Roudnice nad Labem      |
| Doležálek   | 242    | Doležálková    | 244    | Chotěboř                |
| Drašnar     | 242    | Drašnarová     | 242    | Nové Město nad Metují   |
| Domanský    | 241    | Domanská       | 283    | Kyjov                   |
| Do          | 241    | Doová          | 67     | Ostrov                  |
| Dusil       | 233    | Dusilová       | 249    | Rychnov nad Kněžnou     |
| Dominik     | 230    | Dominiková     | 235    | Hlučín                  |
| Doupovec    | 228    | Doupovcová     | 230    | Bučovice                |
| Dubový      | 227    | Dubová         | 1 184  | Vítkov                  |
| Dlabaja     | 226    | Dlabajová      | 220    | Vizovice                |
| Dáňa        | 226    | Dáňová         | 216    | Havlíčkův Brod          |
| Dudík       | 224    | Dudíková       | 244    | Lipník nad Bečvou       |
| Dušák       | 224    | Dušáková       | 234    | Třeboň                  |
| Domes       | 219    | Domesová       | 218    | Lipník nad Bečvou       |
| Dusík       | 219    | Dusíková       | 208    | Třebíč                  |
| Dofek       | 217    | Dofková        | 265    | Pohořelice              |
| Duspiva     | 215    | Duspivová      | 223    | Nepomuk                 |
| Dolníček    | 213    | Dolníčková     | 206    | Tišnov                  |
| Dražan      | 212    | Dražanová      | 231    | Příbram                 |
| Dvouletý    | 212    | Dvouletá       | 215    | Uherské Hradiště        |
| Drdla       | 212    | Drdlová        | 208    | Nové Město na Moravě    |
| Drechsler   | 210    | Drechslerová   | 231    | Příbram                 |
| Dudáš       | 210    | Dudášová       | 173    | Mariánské Lázně         |
| Dressler    | 209    | Dresslerová    | 183    | Bílovec                 |
| Dědeček     | 208    | Dědečková      | 219    | Turnov                  |
| Domin       | 208    | Dominová       | 199    | Český Krumlov           |
| Dančo       | 206    | Dančová        | 353    | Frýdlant                |
| Dimitrov    | 203    | Dimitrovová    | 151    | Odry                    |
| Dimitrov    | 203    | Dimitrova      | 49     | Odry                    |
| Dimitrov    | 203    | Dimitrová      | 12     | Odry                    |
| Drnec       | 202    | Drncová        | 216    | Dobříš                  |
| Drnec       | 202    | Drnecová       | 2      | Dobříš                  |
| Durčák      | 202    | Durčáková      | 207    | Orlová                  |
| Daneš       | 201    | Danešová       | 238    | Moravská Třebová        |
| Dostalík    | 201    | Dostalíková    | 217    | Bílovec                 |
| Drozda      | 200    | Drozdová       | 1 196  | Klatovy                 |
| Dvorník     | 200    | Dvorníková     | 199    | Bystřice pod Hostýnem   |
| Dužda       | 200    | Duždová        | 175    | Cheb                    |